# Zhangjiakou Ningyuan Airport
Zhangjiakou Ningyuan Airport (kinesiska: 张家口机场) är en flygplats i Kina. Den ligger i provinsen Hebei, i den norra delen av landet, omkring 150 kilometer nordväst om huvudstaden Peking.
Runt Zhangjiakou Ningyuan Airport är det ganska tätbefolkat, med 111 invånare per kvadratkilometer. Närmaste större samhälle är Zhangjiakou, 9,0 km nordväst om Zhangjiakou Ningyuan Airport. Trakten runt Zhangjiakou Ningyuan Airport består i huvudsak av gräsmarker.
Genomsnittlig årsnederbörd är 601 millimeter. Den regnigaste månaden är juli, med i genomsnitt 150 mm nederbörd, och den torraste är december, med 3 mm nederbörd.